# Lindernia debilis
Lindernia debilis é uma espécie botânica do gênero Lindernia pertencente à família Linderniaceae.